# Jacques Charrier
Jacques Charrier (Metz, 6 novembre 1936) è un attore francese.

## Biografia
Figlio di un colonnello, nel 1953, all'età di 17 anni, seguì la scuola di belle arti di Strasburgo.
Debuttò nel cinema nel 1958, quando venne scelto dal regista Marcel Carné per un ruolo nel film drammatico Peccatori in blue-jeans. Bello e romantico, Charrier fu l'indiscussa vedette del film, che ottenne uno strepitoso successo.
La sua fama è principalmente legata alla relazione con l'attrice Brigitte Bardot, con la quale recitò nel film Babette va alla guerra (1959) e che sposò nello stesso anno. L'unione, dalla quale l'11 gennaio 1960 nacque un figlio, Nicolas-Jacques Charrier, si concluderà con il divorzio nel 1962.
La fine del tempestoso rapporto con la Bardot ebbe ripercussioni negative sulla carriera di Charrier, che si esaurì nella prima metà degli anni settanta; l'attore recitò un'ultima volta sul piccolo schermo nel 1981 nel telefilm Salut champion.

## Filmografia
- Peccatori in blue-jeans  (Les Tricheurs), regia di Marcel Carné (1958)
- Dragatori di donne (Les Dragueurs), regia di Jean-Pierre Mocky (1959)
- Babette va alla guerra (Babette s'en va-t-en guerre), regia di Christian-Jaque (1959)
- La mano calda (La Main chaude), regia di Gérard Oury (1960)
- Tiro al piccione, regia di Giuliano Montaldo (1961)
- La bella americana (La Belle Américaine), regia di Robert Dhéry e Pierre Tchernia (1961)
- I sette peccati capitali (Les sept péchés capitaux), regia di Philippe de Broca, Claude Chabrol, Jacques Demy (1962)
- L'occhio del maligno (L'Oeil du malin), regia di Claude Chabrol (1962)
- Carmen di Trastevere, regia di Carmine Gallone (1962)
- Il diavolo sotto le vesti (À cause, à cause d'une femme), regia di Michel Deville (1963)
- Nel bene e nel male (Françoise ou La vie conjugale), regia di André Cayatte (1964)
- La vita coniugale (Jean-Marc ou La vie conjugale), regia di André Cayatte (1964)
- La bonne occase, regia di Michel Drach (1965)
- Marie Soleil, regia di Antoine Bourseillier (1966)
- Vicky... Cover Girl (À belles dents), regia di Pierre Gaspard-Huit (1966)
- Le creature (Les crèatures), regia di Agnès Varda (1966)
- L'amore attraverso i secoli (Le plus vieux métier du monde), registi vari (1967)
- Scirocco d'inverno (Sirokkó), regia di Miklós Jancsó (1969)
- Money-Money, regia di José Varela (1969)
- Les soleils de l'Île de Pâques, regia di Pierre Kast (1972)
- Les volets clos, regia di Jean-Claude Brialy (1973)
- Salut champion - serie TV, 13 episodi (1981)

## Doppiatori italiani
- Massimo Turci in Peccatori in blue-jeans, Carmen di Trastevere
- Pino Locchi in Dragatori di donne